# Valentine Fortin

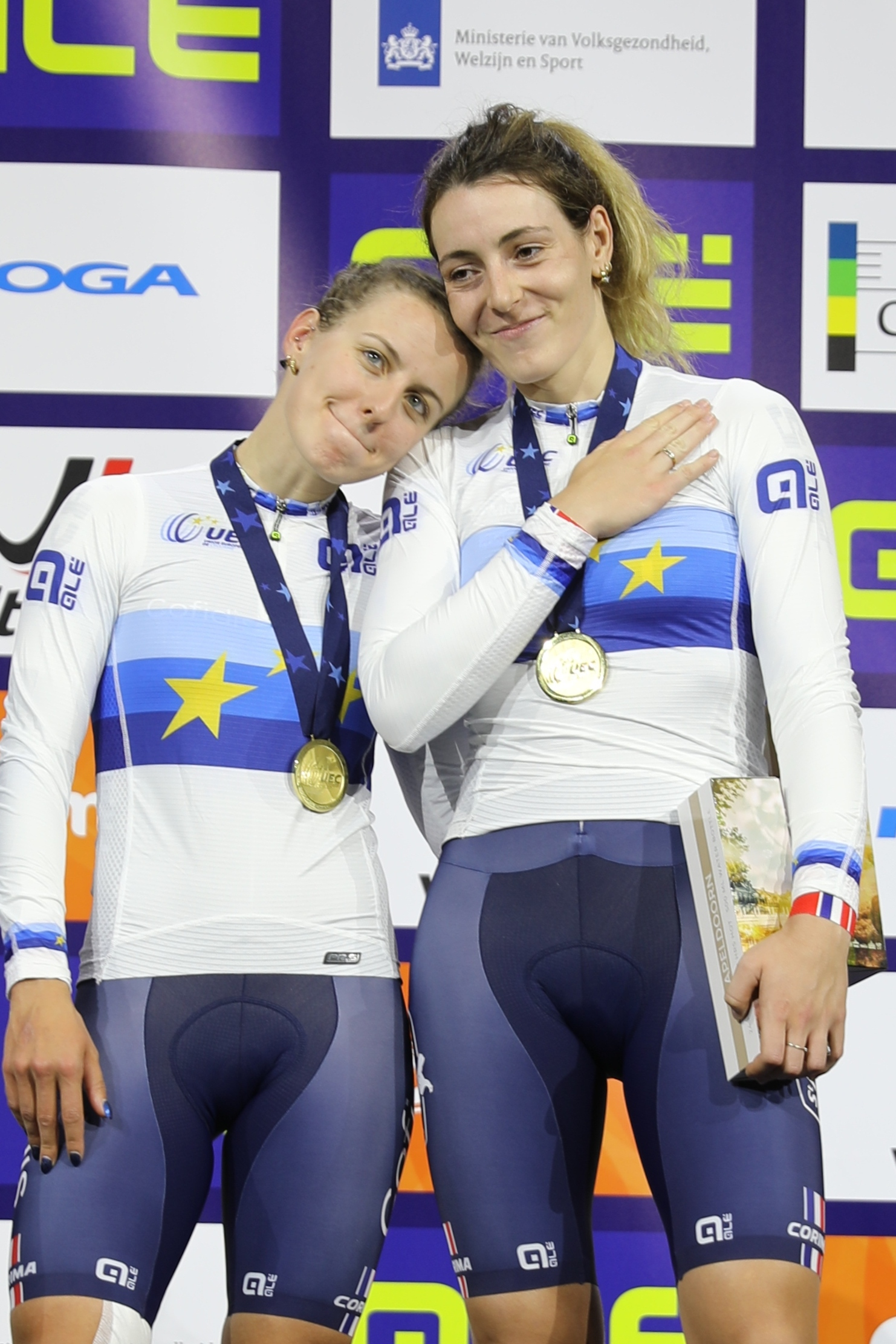
2024 wurde Fortin gemeinsam mit Marion Borras Europameisterin im Madison

Valentine Fortin (* 24. April 1999 in Toulouse) ist eine französische Radsportlerin, die Rennen auf Bahn und Straße bestreitet.

## Sportlicher Werdegang
2017 belegte Valentine Fortin bei den Junioren-Bahnweltmeisterschaften gemeinsam mit Marie Le Net Platz drei im Zweier-Mannschaftsfahren sowie ebenfalls Rang drei mit dem französischen Juniorinnen-Vierer in der Mannschaftsverfolgung. Zudem wurde sie französische Junioren-Meisterin im Scratch. Bei den Europameisterschaften im Jahr darauf errang sie erneut Bronze im Punktefahren, dieses Mal in der Kategorie U23 und wurde französische Meisterin in der Mannschaftsverfolgung. 2019 belegte sie mit Clara Copponi, Marion Borras und Marie Le Net bei den U23-Europameisterschaften in der Mannschaftsverfolgung Platz zwei.
2021 wurde Valentine Fortin für die Teilnahme an den Olympischen Spielen in Tokio zum Start in der Mannschaftsverfolgung nominiert, wo sie mit dem französischen Vierer Platz sieben belegte. Im Oktober 2021 wurde sie Europameisterin im Ausscheidungsfahren und errang Silber im Scratch. 2022 gewann sie gemeinsam mit Marion Borras beim Lauf des Nation’s Cup in Glasgow das Zweier-Mannschaftsfahren. Bei den Bahnradsport-Weltmeisterschaften 2022 errang sie mit Clara Copponi, Marion Borras und Victoire Berteau die Bronzemedaille in der Mannschaftsverfolgung. Im Jahr darauf errang sie jeweils die Silbermedaille im Ausscheidungsfahren sowohl bei den Weltmeister- wie auch bei den Europameisterschaften. Bei den Weltmeisterschaften belegte der französische Vierer mit Fortin Platz drei.
Nachdem Fortin zuvor gelegentlich auf der Straße aktiv gewesen war, wurde sie zur Saison 2022 Mitglied im Cofidis Women Team. 2022 blieb sie noch ohne zählbaren Erfolg, dafür erzielte sie 2023 vier der fünf Saisonsiege ihres Teams und trug damit wesentlich teil zur Platzierung ihres Teams in der Weltrangliste, die für 2024 ein automatisches Startrecht an allen Rennen der UCI Women’s WorldTour garantiert.
In die Saison 2024 startete Fortin mit dem Gewinn der Europameisterschaften im Madison mit Marion Borras und der Bronzemedaille im Omnium. Bei den Olympischen Sommerspielen 2024 in Paris belegte sie mit dem Team den fünften Platz in der Mannschaftsverfolgung und im Omnium den 16. Platz.

## Erfolge

### Bahn
2016
- Junioren-Weltmeisterschaft – Mannschaftsverfolgung (mit Pauline Clouard, Typhaine Laurence und Clara Copponi)

2017
- Junioren-Weltmeisterschaft – Zweier-Mannschaftsfahren (mit Marie Le Net), Mannschaftsverfolgung (mit Laura da Cruz, Clara Copponi und Marie Le Net)
- Junioren-Europameisterschaft – Punktefahren
- Französische Junioren-Meisterin – Scratch

2018
- U23-Europameisterschaft – Punktefahren
- Französische Meisterin – Mannschaftsverfolgung (mit Laurie Berthon, Marion Borras und Clara Copponi)

2019
- U23-Europameisterschaft – Mannschaftsverfolgung (mit Clara Copponi, Marion Borras und Marie Le Net)
- Französische Meisterin – Mannschaftsverfolgung (mit Maéva Paret-Peintre, Marion Borras und Clara Copponi)

2021
- Europameisterin – Ausscheidungsfahren
- Europameisterschaft – Scratch

2022
- Nation’s Cup in Glasgow – Zweier-Mannschaftsfahren (mit Marion Borras)
- Europameisterschaft – Mannschaftsverfolgung (mit Clara Copponi, Marion Borras und Victoire Berteau)
- Weltmeisterschaft – Zweier-Mannschaftsfahren (mit Clara Copponi)
- Weltmeisterschaft – Mannschaftsverfolgung (mit Clara Copponi, Marion Borras und Victoire Berteau)

2023
- Europameisterschaft – Ausscheidungsfahren
- Nations Cup in Kairo – Zweier-Mannschaftsfahren (mit Clara Copponi), Mannschaftsverfolgung (mit Clara Copponi, Marion Borras, Marie Le Net und Victoire Berteau)
- Weltmeisterschaft – Ausscheidungsfahren
- Weltmeisterschaft – Mannschaftsverfolgung (mit Marie Le Net, Marion Borras, Clara Copponi und Victoire Berteau)
- Französische Meisterin – Einerverfolgung, Ausscheidungsfahren, Zweier-Mannschaftsfahren (mit Victoire Berteau)

2024
- Europameisterin – Zweier-Mannschaftsfahren (mit Marion Borras)
- Europameisterschaft – Omnium
- Französische Meisterin – Zweier-Mannschaftsfahren (mit Victoire Berteau), Mannschaftsverfolgung (mit Lara Lallemant, Clara Copponi und Marie Patouillet)

### Straße
2023
- Grand Prix d’Isbergues-Pas de Calais Féminin
- A Travers les Hauts de France
- zwei Etappen Bretagne Ladies Tour